# Erik Tengström
Carl Fredrik Erik Tengström, född 3 april 1913 i Motala, död 2 april 1996 i Uppsala, var en svensk professor i geodesi vid Uppsala universitet.

## Biografi
Erik Tengström var son till lektorn Carl Gustav Tengström vid Motala högre allmänna läroverk och hustrun Gertrud. En av hans förfäder var Jacob Tengström, Finlands förste ärkebiskop.
Han påbörjade sina studier vid Stockholms högskola 1932, där han studerade astronomi, fysik och geologi. 
Efter att ha undervisat vid Kungliga Tekniska Högskolan i Stockholm, och arbetat som statsgeodet vid Rikets allmänna kartverk 1949–1954, disputerade han i geodesi vid Uppsala universitet 1954 med avhandlingen Outlines of a method for determining the geoid in Sweden by free-air anomalies.
Tengström undervisade därefter vid Uppsala universitet, var forskare vid Naturvetenskapliga forskningsrådet från 1962, grundade uppsalaavdelningen för geodesi samma år (Hällbyobservatoriet), och erhöll en forskningsprofessur i geodesi 1968. Från 1960 hade han många ledande uppdrag i Internationella geodetiska kommissionen (IAG), där han 1979–1983 var vicepresident. 
Han publicerade totalt cirka 60 vetenskapliga rapporter och artiklar.
Erik Tengströms grav finns på Uppsala gamla kyrkogård.

## Utmärkelser
På hans 70-årsdag 1983 utgavs en festskrift, och asteroiden 2195 Tengström namngavs efter honom.